# Paul Van Grembergen
Paul Adelin Camille Van Grembergen (Eksaarde, 18 september 1937 – Ertvelde, 4 juni 2016) was een Belgisch politicus voor de Volksunie en spirit.

## Levensloop

### Jeugd
Van Grembergen ging naar de middelbare school aan het Koninklijk Atheneum in Boom en nadien aan het Koninklijk Atheneum van Eeklo. Hij studeerde vervolgens van 1957 tot 1960 in Drongen filosofie en volgde daarna in Gent aan het Hoger Instituut voor Sociale Studiën een opleiding tot maatschappelijk assistent. Na zijn studies oefende hij van 1961 tot 1974 het beroep van leraar uit aan de Provinciale Technische School in Assenede.

### Volksunie en spirit
In 1958 kwam hij voor het eerst in aanraking met de Vlaamse Beweging door acties tegen het Franstalige karakter van de Wereldtentoonstelling in Brussel in 1958. Van Grembergen werd sympathisant van Volksunie en trad in 1967 officieel toe tot de partij naar aanleiding van de acties rond Leuven Vlaams. Voor de Volksunie werd hij in 1968 verkozen provincieraadslid van Oost-Vlaanderen, wat hij zou blijven tot in 1974. Ook werd hij in 1970 verkozen tot gemeenteraadslid van Ertvelde, waar hij van 1971 tot 1976 schepen van sport en cultuur was. Na de gemeentelijke fusies van 1976 werd hij gemeenteraadslid van Evergem, wat hij bleef tot in 2006.
In 1974 stapte hij over naar de nationale politiek. Van 1974 tot 1985 zetelde Van Grembergen voor het arrondissement Gent-Eeklo in de Kamer van volksvertegenwoordigers. In de Kamer zetelde hij van 1974 tot 1979 in de commissies Landbouw en Europese Zaken, van 1977 tot 1978 in de commissie Tewerkstelling en Arbeid en van 1979 tot 1985 in de commissie Buitenlandse Zaken en van 1983 tot 1985 in de commissie Tewerkstelling en Sociaal Beleid. Van 1979 tot 1981 was hij fractievoorzitter van de Volksunie. Nadat hij bij de verkiezingen van 1985 niet herkozen werd als Kamerlid, zetelde hij van 1985 tot 1987 als provinciaal senator in de Senaat, waar hij ook VU-fractievoorzitter was en lid was van de commissie Buitenlandse Betrekkingen. Daarna was hij van 1987 tot 1995 opnieuw Kamerlid, waarbij hij van 1989 tot 1993 in de commissies Buitenlandse Betrekkingen en Sociale Zaken zetelde.
In de periode april 1974-oktober 1980 zetelde hij als gevolg van het toen bestaande dubbelmandaat ook in de Cultuurraad voor de Nederlandse Cultuurgemeenschap, die op 7 december 1971 werd geïnstalleerd. Hij was er lid van de commissies Buitenlands Cultuurbeleid (1976-1980) en Jeugdbeleid, Permanente Vorming en Sport (1978-1980). Vanaf 21 oktober 1980 tot oktober 1985 en van februari 1988 tot mei 1995 was hij lid van de Vlaamse Raad, de opvolger van de Cultuurraad en de voorloper van het huidige Vlaams Parlement. Van december 1981 tot oktober 1985 en van mei 1988 tot mei 1995 zat hij er de VU-fractie voor. Voorts maakte hij deel uit van de commissies Buitenlands Beleid (1980-1985), waarvan hij van 1982 tot 1985 secretaris was, Onderwijs en Vorming (1988-1989), Buitenlandse en Externe (vanaf 1992 Europese) Aangelegenheden (1989-1995), Openbare Werken en Vervoer (1989-1991) en Algemene Zaken (1992-1995). 
Bij de eerste rechtstreekse verkiezingen voor het Vlaams Parlement van 21 mei 1995 werd hij verkozen in de kieskring Gent-Eeklo. Hij bleef Vlaams volksvertegenwoordiger tot mei 2001, waarna hij Vlaams minister werd. Gedurende zijn zesjarig mandaat in het Vlaams Parlement bleef hij de hele tijd fractievoorzitter: eerst van de VU-fractie en vanaf juli 1999 tot mei 2001 van de VU&ID-fractie. Tezelfdertijd zetelde hij in de commissie Buitenlandse en Europese Aangelegenheden. Op 27 april 1999 en 31 maart 2004 werd hij in de plenaire vergadering van het Vlaams Parlement gehuldigd voor zijn 25 jaar respectievelijk 30 jaar parlementair mandaat. Op 27 maart 2006 kende het Bureau (dagelijks bestuur) van het Vlaams Parlement hem de titel van erefractievoorzitter toe.
Na de gemeenteraadsverkiezingen van 1994 werd hij in Evergem eerste schepen, bevoegd voor ruimtelijke ordening, milieu, arbeid en tewerkstelling. In januari 2001 volgde hij er Peter Vereecke op als burgemeester, wat hij bleef tot in 2006. Van mei 2001 tot juli 2004 was Van Grembergen titelvoerend burgemeester.
Van 1986 tot 1989 was Van Grembergen algemeen secretaris van de Volksunie. Binnen de partij werd hij gezien als een gematigde figuur die de reputatie van bruggenbouwer had, zeker toen de spanningen tussen het progressief-liberale kamp rond Bert Anciaux en de conservatieve Vlaams-nationalistische groep rond Geert Bourgeois binnen de partij begonnen op te lopen. In 2000 werd Van Grembergen samen met Jan Loones en Herman Lauwers door het partijbureau van de Volksunie aangesteld om voorstellen uit te werken om de interne spanningen te verminderen en de toekomst van de partij te garanderen. Hun compromisvoorstel werd echter afgewezen door beide kampen en in 2001 viel de Volksunie uit elkaar. Na de ontbinding van de partij in september 2001 koos Van Grembergen voor het links-liberale spirit van Bert Anciaux.
Enkele maanden eerder, in mei 2001, volgde hij Johan Sauwens op als Vlaams minister. Hij kreeg de bevoegdheden Buitenlandse Handel, Huisvesting, Buitenlands Beleid, Binnenlandse Aangelegenheden en Ambtenarenzaken. Toen Bert Anciaux in juli 2002 ontslag nam als Vlaams minister, nam hij ook diens bevoegdheid Cultuur over. In juni 2004 werd hij als lijstduwer op de sp.a-Spirit-lijst in de kieskring Oost-Vlaanderen niet herverkozen voor het Vlaams Parlement. Hij nam vervolgens zijn burgemeestersambt op in Evergem, alwaar tijdens zijn ministerschap Patricia De Waele waarnemend burgemeester was. In 2004 verliet hij de nationale politiek en twee jaar later ook de lokale politiek. In 2008 ondertekende Marino Keulen (Open Vld) een besluit waarmee hij de titel van ereburgemeester verleende aan Van Grembergen.

### Pensioen
Na zijn pensioen werd Van Grembergen actief in allerlei culturele organisaties. Zo was hij voorzitter van de vzw Vlaamse Kunstcollectie, de vzw Culturele Biografie Vlaanderen, de vzw FARO. Vlaams steunpunt voor cultureel erfgoed en het Algemeen Nederlands Verbond, en was hij lid van de raad van bestuur van het Vlaams-Nederlands Huis deBuren. Daarnaast stond hij bekend als een liefhebber van volkssporten. Zo was hij een van de drijvende krachten achter de kandidatuur van het wipschieten als immaterieel werelderfgoed van de UNESCO. De kandidatuur werd echter in 2005 in de laatste ronde geëlimineerd.
In 2011 besloot de Vlaamse Regering Paul Van Grembergen op vraag van minister-president Kris Peeters en de N-VA te ontzetten uit zijn ambt als voorzitter van de raad van bestuur van het Vlaamse Cultuurhuis 'De Brakke Grond'. Hij werd opgevolgd door Diane Verstraeten. De N-VA ontkende bij monde van Geert Bourgeois te hebben aangedrongen op zijn ontslag. Hij kreeg nog de post van bestuurder aangeboden, maar Van Grembergen bedankte voor die eer. In Nederland werd hij benoemd tot officier in de Orde van Oranje-Nassau.
- Nederlandse Thesaurus van Auteursnamen: 404046169
- Virtual International Authority File: 708147270358635700007
- WorldCat: E39PBJjMybkwx6h8WtgGm3j3cP